# Most Lajkonik
Most Lajkonik – tymczasowy most na Wiśle wybudowany w Krakowie na czas generalnego remontu mostu Dębnickiego w 1998 r. i w tym samym roku zdemontowany.
Most wojskowy Lajkonik zastąpił zlokalizowany tuż obok wyłączony z ruchu na czas remontu most Dębnicki. Po zakończeniu prac remontowych, objazdowy most składany zdemontowano i postawiono ponownie w rejonie Zabłocia pod nazwą Lajkonik 2 celem odciążenia ruchu samochodowego na moście Powstańców Śląskich. Po oddaniu do użytku mostu Kotlarskiego został zdemontowany.